# Герб Тымовского городского округа
Герб муниципального образования «Тымовский городской округ» Сахалинской области Российской Федерации — опознавательно-правовой знак, служащий официальным символом муниципального образования.

## Описание и обоснование символики
В зелёном поле опрокинутый лазоревый (синий, голубой) пониженный вилообразный крест с узкими нижними концами, тонко окаймлённый серебром, сопровождаемый справа золотой елью, слева снопом, а в оконечности фигурой, составленной из двух зелёных, окаймлённых золотом и соединённых опрокинутых сердец, из которых верхнее меньше, каждое сердце обременено золотой полулилией.
Основная фигура герба - опрокинутый вилообразный крест - показывает реки Тымь и Поронай, в долине которых расположен район.
Золотая ель указывает на богатые лесные хозяйства района, а сноп - на интенсивное освоение сельскохозяйственных земель.
Золото символизирует также природные богатства района.
Герб Тымовского района разработан при содействии Союза геральдистов России.
Авторы герба: Ю. Гомонов (пгт Тымовское) - идея герба; Константин Мочёнов – геральдическая доработка, Юрий Коржик (Воронеж) - компьютерный дизайн.
Герб утверждён решением № 67 Тымовского районного Собрания 4 сентября 2001 года.
Герб внесён в Государственный геральдический регистр Российской Федерации под № 899.
В 2006 году Тымовский район был преобразован в Тымовский городской округ, герб при этом не менялся.